# Esztendő (folyóirat)
Az Esztendő egy szépirodalmi folyóirat volt 1918 januárja és 1919 februárja között. Székhelye Budapesten volt, Hatvany Lajos alapította és szerkesztette.

## A lap további szerkesztői és munkatársai
A Nyugathoz tartozó alkotói körből kerültek ki az Esztendő segédszerkesztői és munkatársai, köztük Tóth Árpád segédszerkesztő, munkatársak közt Karinthy Frigyes, Kosztolányi Dezső, Babits Mihály, Bölöni György, Csáth Géza, Juhász Gyula, Kaffka Margit, Kassák Lajos, Schöpflin Aladár, Somlyó Zoltán, Szép Ernő, Szomory Dezső.